# 참문어
참문어(Octopus vulgaris)는 문어과에 속한 연체동물의 일종이다. 돌문어, 피문어 등으로도 불린다. 영어에서 그냥 문어(common octopus)라고 하면 이 종을 일컫는다. 이들은 지중해와 영국 남해안에서부터 최소한 아프리카 세네갈에 걸쳐 서식한다. 아소르스 제도, 카나리아 제도, 카보베르데 섬들에서도 발견된다.

## 같이 보기
- 파울 - 2010년 FIFA 월드컵 경기 결과를 정확히 예측하여 유명해진 참문어.